# Торберн Улаф Бергман
Торберн Улаф Бергман (швед. Torbern Olof Bergman; 20 березня 1735, Катарінберг — 8 липня 1784, Медеві) — шведський хімік і мінералог.
Закінчив Уппсальський університет, де з 1758 року був викладачем математики і фізики, а з 1767 року — професором хімії і мінералогії. Розробив систематичний хід якісного аналізу. Удосконалив аналіз із застосуванням паяльної трубки; широко користувався ваговим аналізом. Бергман досліджував ряд мінералів і класифікував їх за хімічним складом. Запропонував механістичну теорію виборчої хімічної спорідненості. Помилково вважаючи, що спорідненість між двома речовинами за даних умов залишається постійною і не залежить від відносних мас реагуючих речовин, Бергман склав таблиці хімічної спорідненості, якими користувалися до початку 19 століття.
Його ім'ям названі кратер на Місяці та урановмісний мінерал торберніт.

## Бібліографія

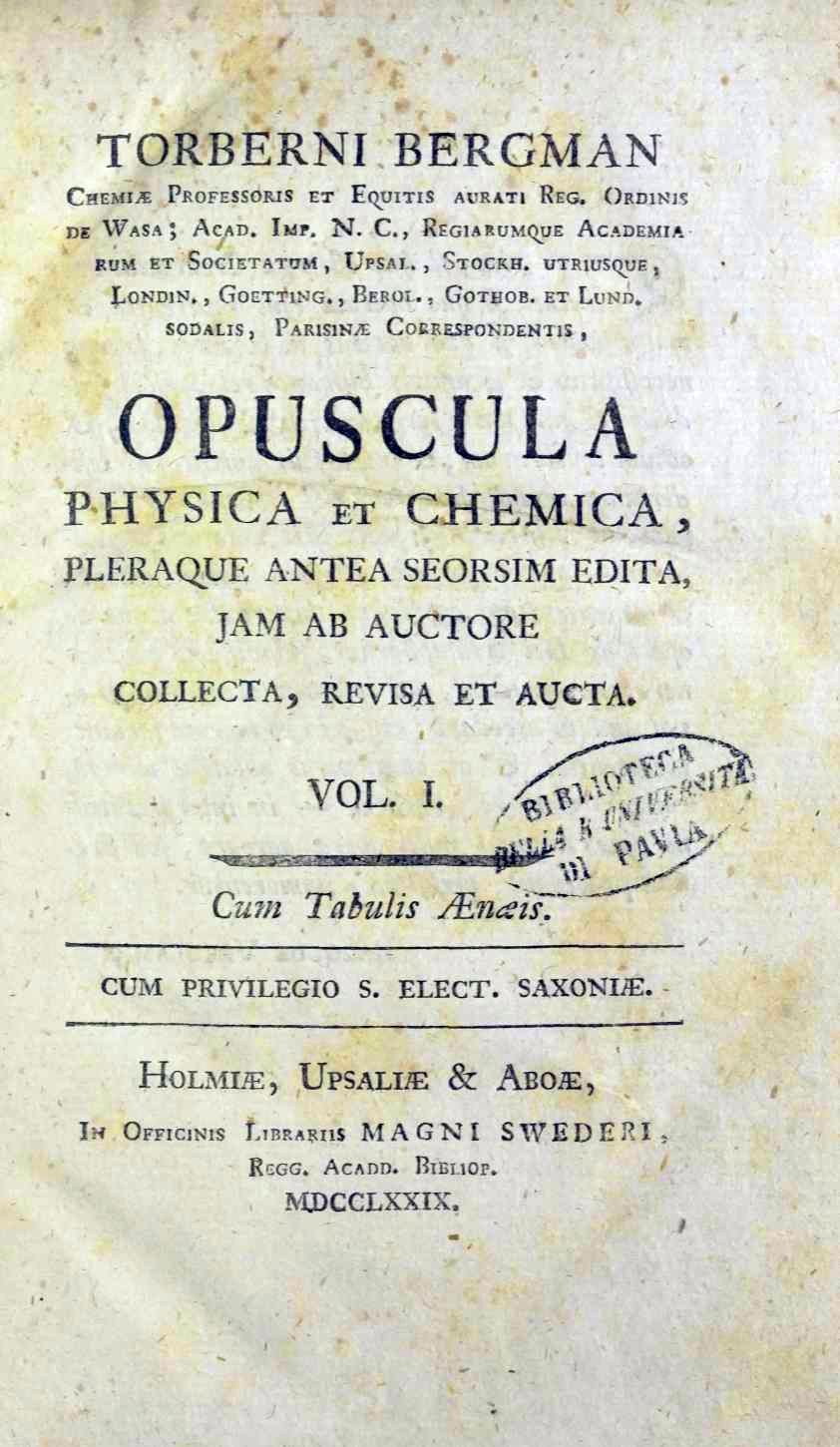
Opuscula physica et chemica, 1779